# Saint-Mathieu-de-Tréviers
Saint-Mathieu-de-Tréviers este o comună în departamentul Hérault din sudul Franței. În 2009 avea o populație de 4.662 de locuitori.

## Evoluția populației
| An        | 1975 | 1982  | 1990  | 1999  | 2006  | 2009  |
| --------- | ---- | ----- | ----- | ----- | ----- | ----- |
| Populație | 954  | 1.505 | 2.623 | 3.713 | 4.641 | 4.662 |